# Auditorium de Mécène
L'« auditorium de Mécène », (en italien : Auditorium di Mecenate), qui en réalité est plus un nymphée qu'un auditorium, est un monument de l'ancienne Rome, situé sur le Largo Leopardi, le long de la Via Merulana, dans le quartier de l'Esquilin à Rome. Le site, géré par la Sovrintendenza Capitolina, peut être visité sur rendez-vous.

## Histoire
Le bâtiment, qui faisait partie des jardins de Mécène (en latin : Horti Maecenatis) , a été fouillé en 1874. C'est une grande salle rectangulaire à demi enterrée, de 24 m x 10,60 m, avec une abside sur l'un des petits côtés. Il remonte à la création de la villa de Mécène, qui date des années 30 environ.
C'est grâce à un passage d’Horace qu'a été identifié l'emplacement de la villa, qui s’élevait au sommet d'une zone de nécropole et sur le nivellement de l’ancien agger. Sur le côté du Largo Leopardi, le bâtiment recouvre la muraille Servienne, dont il a fait disparaître une section.
Nous savons par Suétone que l'empereur Auguste, quand il était malade, dormait souvent dans la maison de Mécène. Après la mort de Mécène, en 8 av. J.-C. ), la villa fut annexée à des propriétés impériales, puis concédée à Tibère à son retour d'exil à Rhodes. Il entreprit une restructuration des bâtiments, avec des ornements de peintures de jardin dans un nymphée du troisième style, comparables aux fresques de la grotte souterraine de la villa Livia, réalisées à la même époque.

## Description
L'avant de la salle est plus large que l'arrière, dans lequel ont été ménagées six niches de chaque côté, ainsi que cinq autres niches sur l'abside, au-dessus de sept marches circulaires, à l'origine recouvertes de marbre cipolin, pour former une sorte de petite cavea théâtrale. On y accédait, comme aujourd'hui encore, par une volée de marches en descente. De la partie la plus haute de la cavea sortaient des tuyaux qui déversaient une abondante quantité d’eau dans la pièce, raison pour laquelle le bâtiment a été identifié comme un nymphée, avec des marches peut-être décorées de vases de fleurs autour desquels coulaient des eaux pittoresques. L'ensemble était de surcroît agrémenté de peintures de jardins dans les niches, constituant un magnifique ensemble de parc souterrain.
L'environnement n'était pas isolé, mais relié à un système de pièces et de couloirs sur lesquels le nymphée émergeait en partie. La datation par rapport à la technique de la maçonnerie (opus reticulatum de forme plutôt petite) confirme une période comprise entre la fin de la République et le début de l’Empire. De la première phase originale reste également un sol en mosaïque constitué de très fins carreaux blancs avec des bandes rouges peintes à l'encaustique. Au-dessus a été posé un sol en marbre. Une troisième phase est peut-être représentée par le mur de briques qui repose sur la partie inférieure de la cavea.

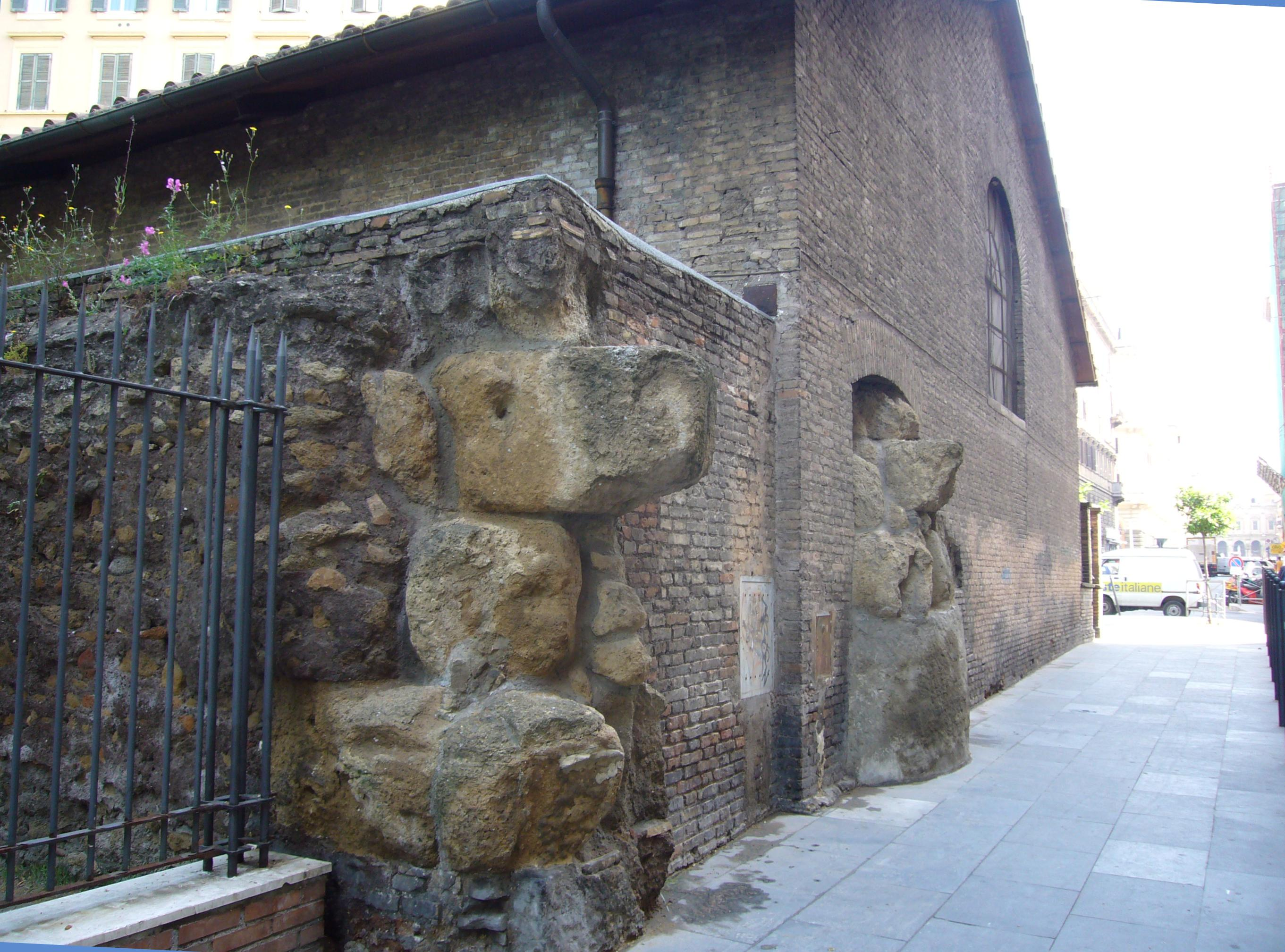
Fragment de la muraille Servienne compris dans l'auditorium, sur le Largo Leopardi.
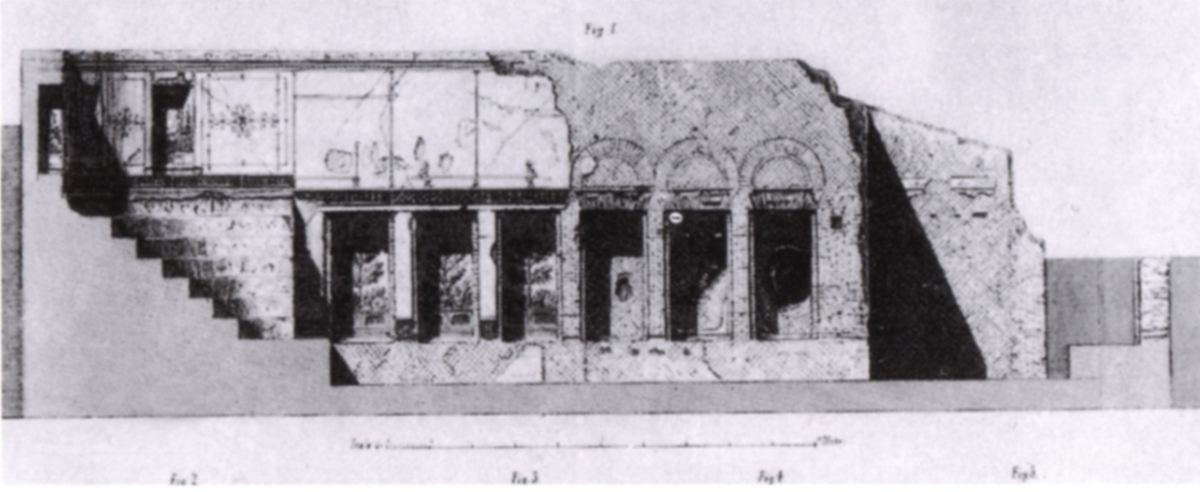
Restitution de l'auditorium de Mécène.
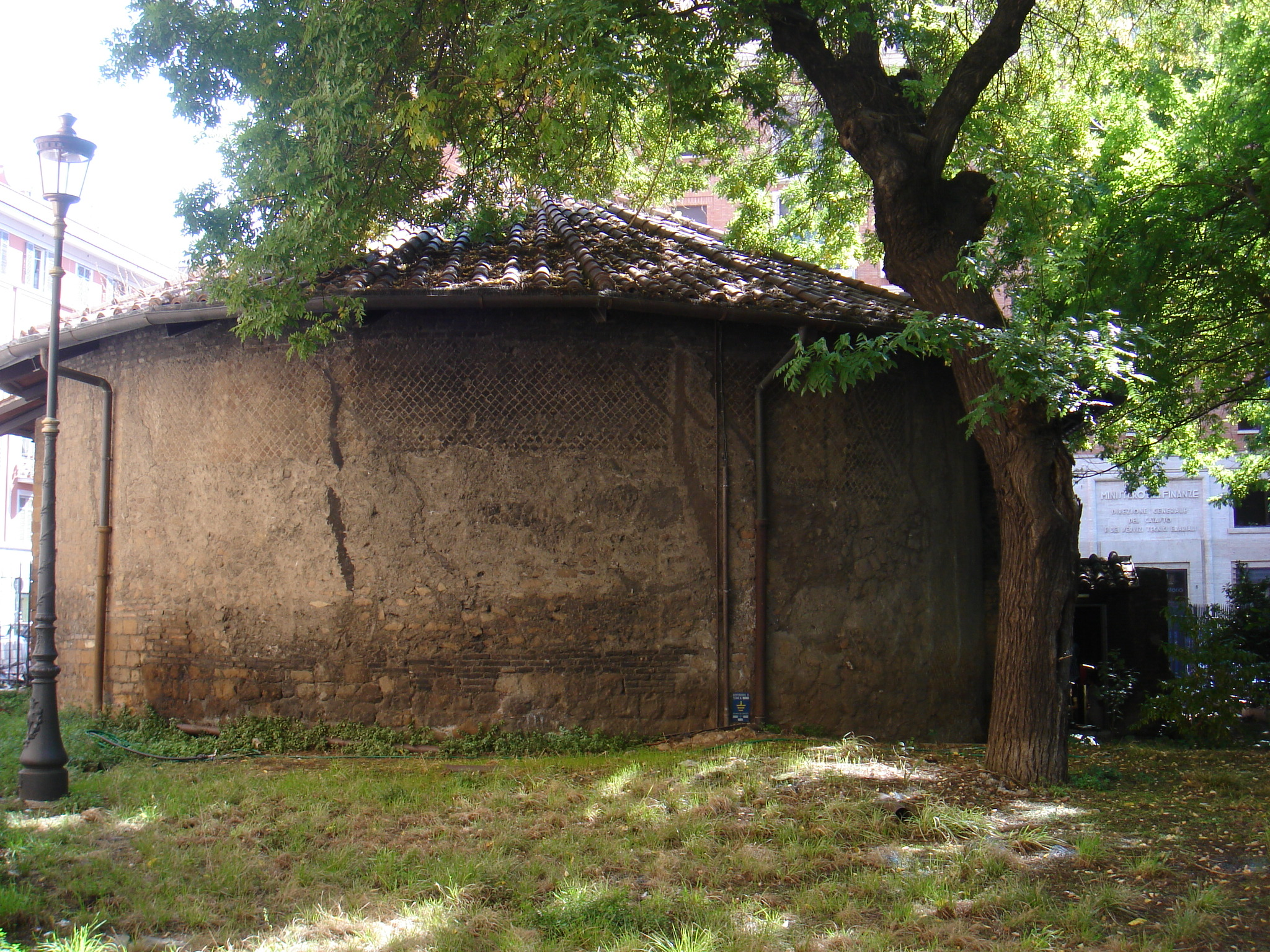
L'abside, vue extérieure.
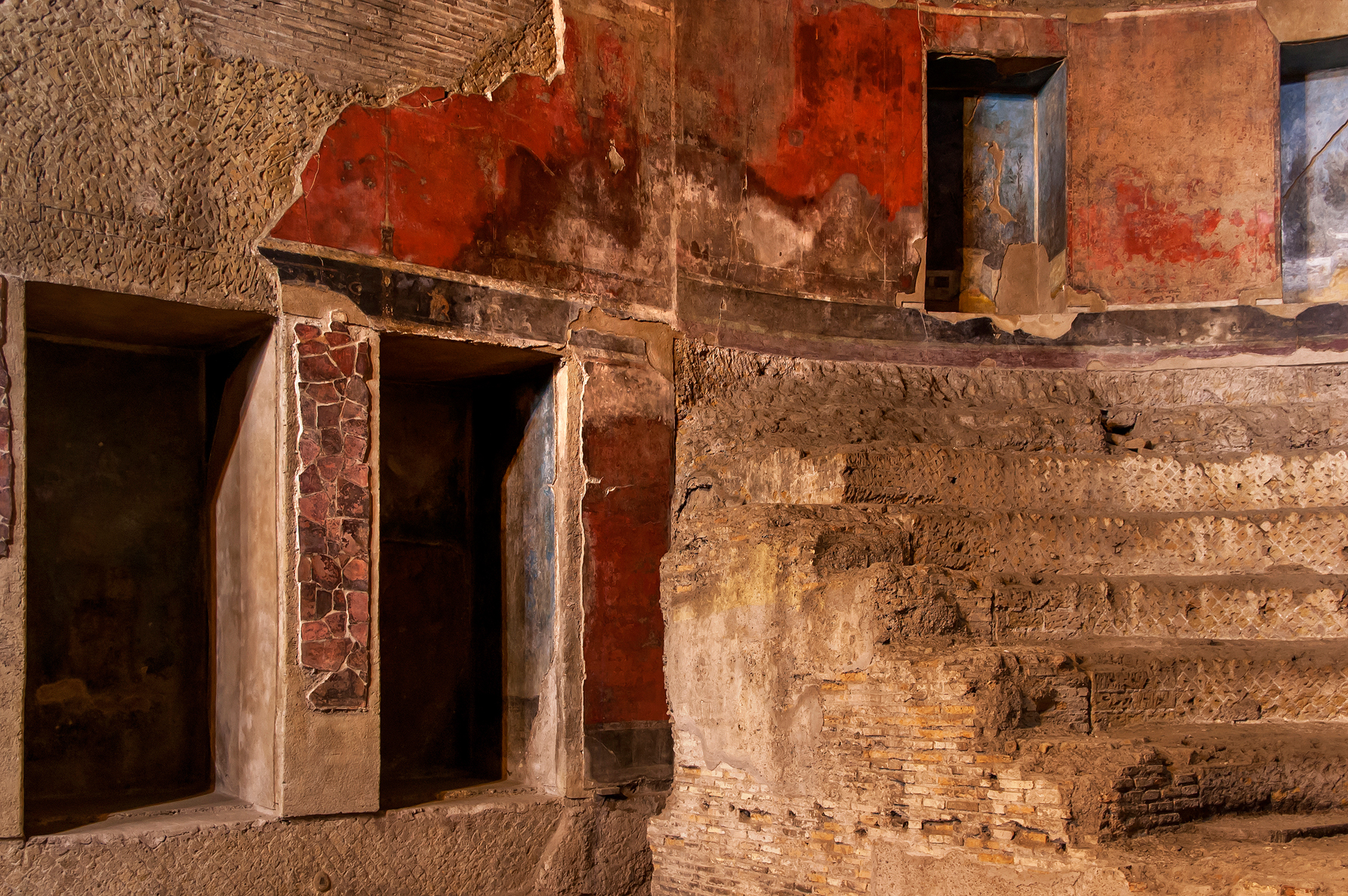
Restes de peintures de l'abside

## Les peintures

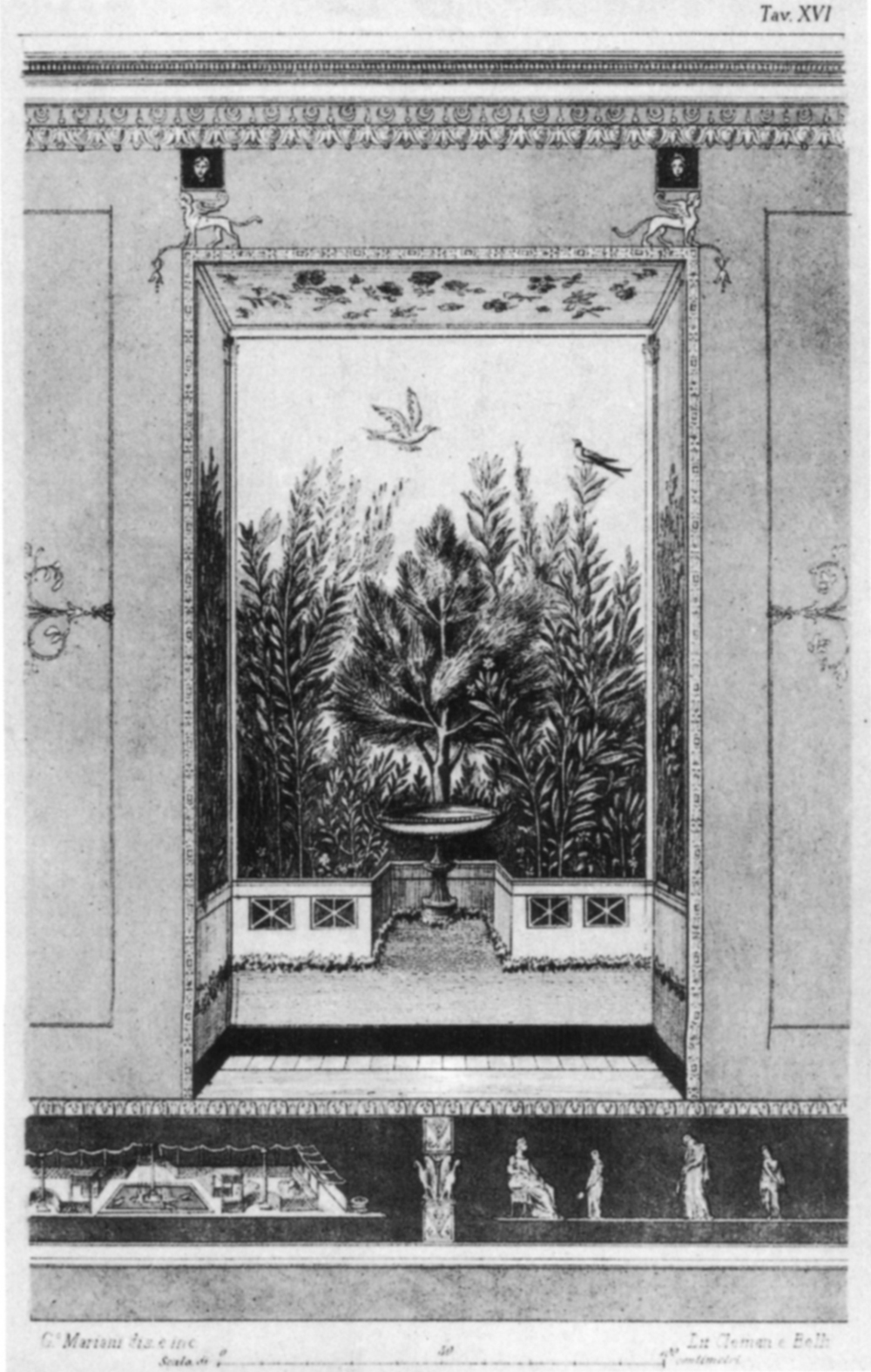
Dessin du XIXe siècle de fresques disparues.

Les peintures, actuellement conservées de manière très fragmentaire, ne sont malheureusement déductibles que des dessins de restitution publiés après les fouilles de 1874, car il n’existe aucune documentation photographique datant de l’époque de la découverte. La décoration est typique du troisième style. Chaque niche était décorée selon un motif avec un arbre au centre, placé sur une balustrade en marbre, avec un renfoncement central où se trouvent une fontaine ou un vase. Les arbres à courbes de niveau, déplacés par le vent, sont peuplés par un grand nombre d'oiseaux volants et couchés. La présence de véritables niches a forcé les artistes à inventer un moyen d'occuper les surfaces plus élevées, décorées d'une pluie de fleurs artificielles. Les niches sont donc configurées comme des éléments indépendants de l'architecture de la salle, comme des arcs de fenêtres avec des baies vitrées donnant sur un jardin, dans lesquelles des vues étudiées donnaient sur la verdure et les éléments décoratifs disposés comme par enchantement. Ici aussi, comme dans les exemples précédents, ne manquent ni les notations atmosphériques, ni les allusions à un espace infini, au-delà des éléments perceptibles.

## Sources
1. ↑  « Suétone, Auguste, 72 ».